# いわい
いわい（ローマ字：JDS Iwai, MSC-648、YAS-97）は、海上自衛隊の掃海艇。たかみ型掃海艇の19番艇。艇名は祝島に由来する。

## 艦歴
「いわい」は、第4次防衛力整備計画に基づく昭和50年度計画掃海艇348号艇として、日立造船神奈川工場で1976年7月20日に起工され、1977年11月24日に進水、1978年3月28日に就役し、同日付で第1掃海隊群隷下に新編された第49掃海隊に「おきつ」、「はしら」とともに編入された。定係港は呉。
1987年3月24日、第45掃海隊に編成替え。
1990年11月28日、第45掃海隊が廃止となり、第15掃海隊に編入。
1994年5月9日、特務船に種別変更され、船籍番号がYAS-97に変更。開発指導隊群隷下の装備実験隊に編入され、定係港が横須賀に転籍。
1999年3月31日、除籍。